# Mark Hateley
Mark Wayne Hateley (* 7. listopadu 1961 ve Wallasey) je bývalý anglický fotbalista a fotbalový manažer, který v letech 1997 až 1998 vedl anglický klub Hull City. Za reprezentaci Anglie odehrál 32 mezistátních utkání. V roce 1994 získal ve Skotsku ocenění pro nejlepšího hráče dle novinářské asociace SFWA (Scottish Football Writers' Association).

## Ocenění

### Klubové
AS Monaco
- Division 1: 1987/88

Rangers
- Skotská fotbalová liga: 1990/91, 1991/92, 1992/93, 1994/94, 1994/95
- Skotský pohár: 1991/92, 1992/93
- Ligový pohár: 1990, 1992, 1993